# Ускюдар
Ускюда́р (тур. Üsküdar) — район провинции Стамбул (Турция), в азиатской части города Стамбула.

## География
На севере граничит с районом Бейкоз, на юго-востоке — с Аташехиром, на юге — с районом Кадыкёй, на западе омывается проливом Босфор, через который связан с районами Бешикташ, Бейоглу и Эминёню на европейском берегу.
Одним из жилых кварталов является старинный Султантепе. Согласно одному источнику, во времена Османской империи  здесь была в резиденция женщин при дворе Сулеймана Великолепного, жила Хаджи Хесна Хатун (леди Хесна Хаджи), няней его дочери Михримах Султан.

## Этимология
Первым названием поселения был Хрисополь (др.-греч. Χρυσόπολις). По преданию город получил название от Хриса, сына Агамемнона и Хрисеиды, который умер и похоронен здесь. По другой версии от греч. χρυσό «золото», потому что персы брали налог с проходящих через Босфор кораблей, или из-за вида города на закате.
Широко распространена идея о том, что название Ускюдар происходит от эквитов скутаторов, всадников со скутумами
(σκουτάριον) римской армии.
Также встречается название Скута́ри (греч. Σκούταρι).

## История
Ускюдар стоит на месте древнего города Хрисополь. Хрисополь находился в зависимости от Халкедона (Χαλκηδων, ныне Кадыкёй). В 508 году до н. э. вошел в державу Ахеменидов. В 400 году до н. э. в Хрисополе некоторое время находились десять тысяч Ксенофонта.
В 1912 году в районе проживало 81 117 мусульман, 50 360 армян, 34 640 греков и 5670 евреев.

## Галерея
- При османах Скутари был крупным кварталом со множеством кладбищ, через воду из Константинополя (карта Джозефа фон Шеды, 1860–70
- Набережная Ускюдара с Девичьей башни
- Центральный Ускюдар в снежный день, на заднем плане мечеть Михримах-султан
- Фонтан султана Ахмета III на площади Ускюдара
- Мечеть Алтунизаде
- Мечеть Йени Валиде, «Новая мечеть» матери султана
- Черепичная (тур. Çinili) мечеть
- Деревянная мечеть Намазгах
- Армянская церковь Сурп Крикор Лусаворич (Святой Григорий Просветитель)
- Казармы Селимие